# Нечаєв Едуард Олександрович
Едуа́рд Олекса́ндрович Неча́єв (рос. Эдуард Александрович Нечаев; нар. 10 грудня 1934) — радянський і російський військовий лікар, генерал-полковник медичної служби, доктор медичних наук, професор. Провідний спеціаліст у галузі медицини катастроф.

## Біографія
Народився 10 грудня 1934 року в місті Смоленську (Росія). У 1959 році закінчив військово-медичний факультет Саратовського медичного інституту, а у 1969 році — ад'юнктуру Військово-медичної академії імені С. М. Кірова.
Обіймав посади головного хірурга військово-медичної академії, головного військового хірурга Центрального військово-медичного управління МО РФ, начальника Головного військово-медичного управління МО РФ. Протягом 1976—1978 років працював у Афганістані.
З грудня 1992 по листопад 1995 року обіймав посаду міністра охорони здоров'я та медичної промисловості Російської Федерації в уряді Віктора Чорномирдіна. У 1993—1994 роках обирався до складу Ради безпеки РФ.